# Multitudes (álbum de Feist)
Multitudes es el sexto álbum de estudio de la cantautora canadiense Feist. Fue publicado el 14 de abril de 2023 a través de Polydor Records. Es el primer álbum de Feist desde Pleasure (2017).

## Antecedentes
La producción de Multitudes comenzó tras el nacimiento de la hija adoptiva de Feist en 2019 y la muerte de su padre. Grabó las canciones mientras se embarcaba en su residencia del mismo nombre durante 2021 y 2022. En un comunicado de prensa, Feist explicó el proceso de grabación y la inspiración detrás del álbum:

“Los últimos años fueron un período de confrontación para mí, y parece que lo fue al menos hasta cierto punto para todos. Nos confrontamos a nosotros mismos tanto como nuestras relaciones nos confrontaron. Parecía que nuestros ecosistemas relacionales estaban más claros que nunca y, por lo tanto, todo lo que normalmente estaba oculto – como cierta forma de evitar conflictos o cierta forma de hablar sobre el tema – de repente salió a la luz. Y en toda esa reevaluación, se hizo posible la oportunidad de encontrar un lugar más saludable y honesto, y el esfuerzo por mantener la evasión realmente se sintió como si requiriera más esfuerzo que simplemente entregarnos a la verdad.”

## Recepción de la crítica
Multitudes recibió reseñas positivas de los críticos. En Metacritic, el álbum obtuvo un puntaje promedio de 85 sobre 100, basado en 12 críticas, lo cual indica “aclamación universal”. El crítico de Northern Transmissions, Sam Franzini, comentó: “Multitudes no es un golpe de gracia, pero a través de su duración, sus armonías simples y su comportamiento tranquilo son una estancia agradable”. El crítico de Uncut, Jason Anderson, describe Multitudes como su esfuerzo “más ambicioso y posiblemente más atrevido”.
El crítico de Beats Per Minute, Jeremy J. Fisette, describe Multitudes como “su disco más homogéneo desde el punto de vista sonoro e instrumental”. El crítico de Evening Standard, David Smyth, calificó Multitudes como “una colección delicada y exquisita de la cantautora con voz de ángel”. La crítica de The Telegraph, Kate French-Morris, comentó: “Multitudes es una afirmación perfecta de ese poder, a la vez reflexivo y autoritario”.

## Lista de canciones
| Lista de canciones de Multitudes |                              |          |  |
| N.º                              | Título                       | Duración |  |
| 1.                               | «In Lightning»               | 3:24     |  |
| 2.                               | «Forever Before»             | 5:17     |  |
| 3.                               | «Love Who We Are Meant To»   | 3:55     |  |
| 4.                               | «Hiding Out in the Open»     | 3:20     |  |
| 5.                               | «The Redwing»                | 3:17     |  |
| 6.                               | «I Took All of My Rings Off» | 3:55     |  |
| 7.                               | «Of Womankind»               | 3:51     |  |
| 8.                               | «Become the Earth»           | 4:15     |  |
| 9.                               | «Borrow Trouble»             | 4:04     |  |
| 10.                              | «Martyr Moves»               | 3:25     |  |
| 11.                              | «Calling All the Gods»       | 3:47     |  |
| 12.                              | «Song for Sad Friends»       | 3:48     |  |